# Émirats arabes unis aux Jeux olympiques d'été de 2008
Les Émirats arabes unis participent aux Jeux olympiques d'été de 2008 à Pékin.

## Athlètes engagés

### Athlétisme
Hommes
- 100m
  - Omar Jumaa Bilal
- 200m 
  - Omar Jumaa Bilal
- 400m

Ali Obaid Sherook
- 400m haies
  - Ali Obaid Sherook

| Épreuve    | Athlète             | Séries   | Séries | Quarts de finale | Quarts de finale | Demi-finales | Demi-finales | Finale   | Finale |
| Épreuve    | Athlète             | Résultat | Rang   | Résultat         | Rang             | Résultat     | Rang         | Résultat | Rang   |
| ---------- | ------------------- | -------- | ------ | ---------------- | ---------------- | ------------ | ------------ | -------- | ------ |
| 200 mètres | Omar Jouma al-Salfa | 21.00    | 7e     | -                | -                | -            | -            | -        | -      |

### Équitation
- Latifa bint Ahmed Al Maktoum

### Judo
- Saeed Rashid Al Qubaisi est le premier et le seul judoka à représenter les Émirats arabes unis aux Jeux olympiques 2008.

Hommes
| Saeed Rashid Al Qubaisi |  |  |  |  |
|                         |  |  |  |  |

### Tir
Ahmed al-Maktoum et Saeed Al Maktoum tireront pour les EAU.
Hommes
| Athlète          | Tournoi     | Qualification | Qualification | Finale | Finale | Rang |
| Athlète          | Tournoi     | Score         | Rang          | Score  | Rang   | Rang |
| ---------------- | ----------- | ------------- | ------------- | ------ | ------ | ---- |
| Saeed Al Maktoum | skeet       |               |               |        |        |      |
| Ahmed al-Maktoum | trap        |               |               |        |        |      |
| Ahmed al-Maktoum | double trap |               |               |        |        |      |

### Natation
- 100m libre
  - Obaid Al Jasmi

### Taekwondo
Maitha Al Maktoum représentera les Émirats arabes unis aux Jeux olympiques de 2008 à Pékin.
Femmes
| Maitha Al Maktoum |  |  |  |
|                   |  |  |  |

## Liste des médaillés

### Médailles d'Or
| Sport            | Discipline | Sportifs | Performance |
| Médailles d'or : |            |          |             |

### Médailles d'Argent
| Sport                | Discipline | Sportifs | Performance |
| Médailles d'argent : |            |          |             |

### Médailles de Bronze
| Sport                 | Discipline | Sportifs | Performance |
| Médailles de bronze : |            |          |             |